# Communauté de communes du Pays charitois
La communauté de communes du Pays charitois est une ancienne communauté de communes française, située dans le département de la Nièvre et la région Bourgogne-Franche-Comté.

## Composition
Elle était composée des communes suivantes :
1. Beaumont-la-Ferrière
2. La Celle-sur-Nièvre
3. Champvoux
4. La Chapelle-Montlinard
5. La Charité-sur-Loire
6. Chasnay
7. Chaulgnes
8. La Marche
9. Murlin
10. Nannay
11. Narcy
12. Raveau
13. Tronsanges
14. Varennes-lès-Narcy

## Historique
Elle fusionne avec deux autres intercommunalités pour former la communauté de communes Loire, Nièvre et Bertranges au 1er janvier 2017.

## Sources
- Le SPLAF (Site sur la Population et les Limites Administratives de la France)
- La base ASPIC